# Ernest George Coker
Ernest George Coker FRS (Wolverton, Buckinghamshire, 26 de abril de 1869 – 1946) foi um matemático e engenheiro britânico. Recebeu a Medalha Howard N. Potts de física em 1922 e a Medalha Rumford de 1936, por seu trabalho sobre polarização da luz. Foi um especialista em análise de tensões e fotoelasticidade. Contribuiu com a Encyclopædia Britannica e outras obras com as iniciais E.G.C.

## Vida
Frequentou uma escola privada em Stony Stratford. Em 1890 recebeu uma bolsa Whitworth, permitindo-lhe estudar no Royal College of Science em Londres e depois na Universidade de Edimburgo e no Peterhouse (Cambridge), onde graduou-se com um Mechanical Sciences Tripos em 1896.
Em 1898 obteve o posto de professor assistente de engenharia civil da Universidade McGill em Montreal. Retornou para o Reino Unido em 1905, no cargo de Professor de Engenharia Mecânica e Matemática Aplicada do Finsbury Technical College, obtendo em 1914 a cátedra em Engenharia Civil e Mecânica da University College London.
Em 1903 foi eleito fellow da Sociedade Real de Edimburgo e em 1916 fellow da Royal Society. Em 1921 recebeu a Medalha Telford do Institution of Civil Engineers e em 1922, em reconhecimento a seu trabalho sobre métodos fotoelásticos para medição de tensões, uma Medalha Howard N. Potts do Instituto Franklin.
Foi palestrante do Congresso Internacional de Matemáticos em Toronto (1924).